# Albert Ray
Albert Joseph Ray (28 de agosto de 1897 — 5 de fevereiro de 1944) foi um diretor, ator e roteirista norte-americano. Ele dirigiu 76 filmes entre 1920 e 1939. Como ator, apareceu em 18 filmes entre 1915 e 1922. Ele nasceu em New Rochelle, Nova Iorque e faleceu em Los Angeles, Califórnia.
Foi casado com a atriz Roxana McGowan.

## Filmografia selecionada
- When Do We Eat? (1918)
- The Night Riders (1920)
- The Ugly Duckling (1920)
- None but the Brave (1928) diretor
- Unholy Love (1932) diretor
- A Shriek in the Night (1933) diretor
- Dizzy Doctors (1937)
- Charlie Chan in Reno (1939) roteiro
- The Cheaters (1945) história original